# Pasil
Pasil is een gemeente in de Filipijnse provincie Kalinga in het noordoosten van het eiland Luzon. Bij de laatste census in 2007 had de gemeente ruim 10 duizend inwoners.

## Geografie

### Bestuurlijke indeling
Pasil is onderverdeeld in de volgende 14 barangays:
| - Ableg - Bagtayan - Balatoc - Balenciagao Sur - Balinciagao Norte - Cagaluan - Colayo | - Dalupa - Dangtalan - Galdang - Guina-ang - Magsilay - Malucsad - Pugong |

## Demografie
Pasil had bij de census van 2007 een inwoneraantal van 10.084 mensen. Dit zijn 724 mensen (7,7%) meer dan bij de vorige census van 2000. De gemiddelde jaarlijkse groei komt daarmee uit op 1,03%, hetgeen lager is dan het landelijk jaarlijks gemiddelde over deze periode (2,04%). Vergeleken met de census van 1995 is het aantal mensen met 1.149 (12,9%) toegenomen.

De bevolkingsdichtheid van Pasil was ten tijde van de laatste census, met 10.084 inwoners op 189 km², 53,4 mensen per km².